# Peperomia humilis
Peperomia humilis är en pepparväxtart som först beskrevs av Vahl, och fick sitt nu gällande namn av Albert Gottfried Dietrich. Peperomia humilis ingår i släktet peperomior, och familjen pepparväxter. Utöver nominatformen finns också underarten P. h. cumulicola.